# Russische Staatliche Universität für Handel und Wirtschaft
Die Russische Staatliche Universität für Handel und Wirtschaft (russisch Российский государственный торгово-экономический университет) ist eine staatliche Universität in Moskau und eine der führenden Hochschulen der Eurasischen Wirtschaftsgemeinschaft auf den Gebieten der Ökonomie, des Handels, des Tourismus und der Dienstleistungen. Sie bildet die Basis eines interuniversitären Bündnisses, das etwa 400 Hochschulen des Landes vereint.

## Geschichte

### Entstehung
Die Russische Staatliche Universität für Handel und Wirtschaft (RSUHW) ist der Nachfolger einiger in früherer Zeit gegründeter Bildungseinrichtungen, die bis zum 18. Jahrhundert in Russland bestanden. In jener Zeit existierte im Land eine größere Anzahl professioneller Lehranstalten, die auf unterem und mittlerem Niveau Wissen auf dem Gebiet des Handels vermittelten. Die ersten Schulen dieser Art entstanden 1772 in Moskau und 1804 in Sankt Petersburg. Eine der Moskauer Bildungseinrichtungen erhielt wenig später den Status einer Akademie der kommerziellen Wissenschaften. Mit der schnellen Entwicklung eines Netzwerkes unterer und mittlerer Lehranstalten kaufmännischen Profils kam in Geschäftskreisen die Frage auf, wie qualifizierte Lehrkräfte für das sich formierende System von Handelsschulen ausgebildet werden können. Auch die rasante Entwicklung von Industrie und Handel am Anfang des 20. Jahrhunderts verschärfte im Russischen Reich die Notwendigkeit, hochqualifizierte Spezialisten zur Verfügung zu haben.
Zur Verbesserung der kaufmännischen Bildung im Land trugen in großem Maße die Tätigkeit und die Mittel der Gesellschaft „Freunde kommerzieller Wissenschaften“ bei, die von Kaufleuten und Industriellen gegründet wurde. Interesse zeigte auch der Staat. Im Departement für Handel und Manufaktur wurde noch 1896 eine Vorschrift „Über kaufmännische Lehranstalten“ ausgearbeitet. Nach Bestätigung durch den Staatsrat lieferte der Finanzminister Graf Witte den Entwurf dieses Dokumentes. Dazu stellte Witte fest: 

„Der Aufbau kaufmännischer Bildung sollte eine unserer wichtigsten Maßnahmen für die erfolgreiche Entwicklung unseres inneren und äußeren Handels sein. Der Handel leidet an grundlegenden Unzulänglichkeiten, deren Beseitigung unsere ernsthafteste Aufmerksamkeit finden sollte. Der Beseitigung dieser Unzulänglichkeiten kann vor allem eine klug aufgestellte und praktische Ziele verfolgende Handelsschule sein.“

### 20. Jahrhundert
Die Erhöhung der kommerziellen Bildung unterstützte auch die russische Kaufmannschaft. Ihre Aktivisten gründeten eine Gesellschaft für die „Verbreitung kommerzieller Bildung“ in Sankt Petersburg, Kiew, Moskau, Charkiw und Mitschurinsk. Den Mitgliedern der Gesellschaft standen Abendkurse offen, wenn sie in Industrie- und Handelseinrichtungen arbeiteten oder in diesen Gebieten arbeiten wollten. 1902 wurde auf dem Kongress der Direktoren und Vertreter der treuhänderischen Räte der Handelsschulen des Landes über die Notwendigkeit der Durchführung von Ausbildungskursen für Lehrer diskutiert. Die Lösung dieser Aufgabe übernahm die Moskauer Gesellschaft für „Verbreitung kommerziellen Wissens“.
Die ersten 110 Hörer erschienen am 8. September 1903 zur Vorlesung. 1906 wurde diese Lehranstalt mit höheren Wirtschaftsstudiengängen, die eine vierjährige Ausbildungszeit in Anspruch nahmen, reorganisiert. Am 19. Februar 1907 wurde sie in „Handelsinstitut“ umbenannt. Ein analoges Institut wurde 1912 in Kiew eröffnet. Im Moskauer Handelsinstitut gab es die Fachbereiche Wirtschaft und Handelstechnik. Im Unterschied zur gewöhnlichen Handelsschule erfolgte die Ausbildung am Handelsinstitut tiefgründiger, allgemeinbildender und breiter. Die Warenkundler und Handelsagenten wurden in den Disziplinen des Rechts, der angewandten und Naturwissenschaften ausgebildet.
Ab 1919 wurde eine Reihe von Handelsschulen in Industrie-Wirtschaftsingenieurschulen umgewandelt, zum Beispiel in Moskau, Twer, Nischni Nowgorod, Saratow und Rybinsk. In den 1920er Jahren, der Periode der Neuen Ökonomischen Politik, wurden Technische Fachschulen in Kursk, Pjatigorsk, Jekaterinburg und Leningrad gegründet. Es nahmen auch einige höhere Bildungseinrichtungen ihre Arbeit auf – wiedereröffnete Volkswirtschaftsinstitute. 1927 gab es unter Aufsicht des Volkskommissariats für Bildung der UdSSR 14 Hochschulen mit industriell-wirtschaftlichen Fakultäten, 578 Fachschulen mit Handels- und Buchhaltungsfachbereichen und 61 Schulen mit Handelslehrausbildung. Aber die Anzahl der Studierenden sank auf etwa ein Drittel im Vergleich zu 1916. Auf dieser Grundlage entstand 2002 die RSUHW.

## Die Universität heute
Die RSUHW als vielschichtiger universitärer Komplex umfasst sieben Gruppen von Spezialisierungsrichtungen, die sich traditionell auf die Ausbildung von Kadern für Handel und Dienstleistungen fokussieren. Heute studieren etwa 70.000 Studenten in 22 Spezialisierungsrichtungen höherer Bildung und 27 Spezialisierungsrichtungen mit Hochschulbildung. Es existieren acht Fakultäten, sechs Colleges und Fachschulen, 27 Institute und Filialen in Regionen der Russischen Föderation sowie einer Filiale in Bischkek, Kirgisien. Zurzeit wird die Eröffnung weiterer Filialen im Ausland geprüft, insbesondere in Luhansk, Uschhorod und Sochumi. An der Universität gibt es 231 Lehrstühle, 12 wissenschaftliche Forschungszentren und ein Institut für Qualifikation und Weiterbildung. Allein in den Jahren von 2002 bis 2008 wuchs die Anzahl der Studenten von zweiunddreißig- auf siebzigtausend.

### Fakultäten
An der Universität gibt es folgende Fakultäten:
- Informationstechnologie
- Handel und Marketing
- Weltökonomie und -handel
- Steuern und  Besteuerung
- Restaurant-/Hotelbusiness und Dienstleistungen
- Sozialtechnologien
- Verwaltung
- Finanzökonomie
- Rechtswissenschaft

### Filialen
Zur Universität gehören die nachfolgend gelisteten Filialen:
| - Bischkek - Brjansk - Wolgograd - Woronesch - Dmitrowsk - Iwanowo - Irkutsk - Kasaner Institut - Kemerowoer Institut | - Kostroma - Krasnodar - Kursk - Lossino-Petrowski - Nowosibirsk - Omsker Institut - Orenburg - Institut Perm - Pjatigorsk | - Institut Rostow - Institut Samara - Institut Saratow - Serpuchow - Smolensk - Tula - Institut Ufa - Tscheljabinsker Institut - Institut Juschno-Sachalinsk |

## Kooperationen
Eine bedeutende Rolle im Leben der Universität spielt die internationale Zusammenarbeit. Seit 1997 existieren Programme für ein Doppeldiplom. Diese Möglichkeit besteht an der Lyoner Hochschule für Management, der FOM – Hochschule für Oekonomie und Management in Leipzig, seit 2007 an der London Metropolitan University und seit 2008 an der Julius-Maximilians-Universität Würzburg. Die RSUHW unterhält 19 Gemeinschaftsprogramme mit ausländischen Hochschulen. Daneben gibt es Verträge über die Zusammenarbeit in verschiedenen Bildungsprogrammen mit dreißig ausländischen Hochschulen, darunter die
- Nationale Universität für Handelswirtschaft in Kiew
- Belarussische Staatliche Wirtschaftsuniversität
- Kirgisische Wirtschaftsuniversität
- Hochschule für Management Marseille
- Hauptstädtische Universität für Handelsökonomie in Peking

Der wichtigste internationale Partner der Universität ist seit 1989 die Industrie- und Handelskammer in Lyon. Im Rahmen dieser Zusammenarbeit durchliefen 150 Lehrkräfte einen zweimonatigen Forschungsaufenthalt in Frankreich.